# Gigaprimtal
Ett gigaprimtal är ett primtal med minst en miljard siffror.
Det finns oändligt många sådana, eftersom det finns oändligt många primtal. Däremot är gigaprimtalet än så länge en hypotetisk fråga. Det fanns 2022 inget känt gigaprimtal – det största primtal som dittills bevisats hade knappt 25 miljoner siffror.
Den amerikanske professorn i matematikern Chris Caldwell vid University of Tennesse at Martin. förutsade på 2010-talet att upptäckten av det första gigaprimtalet skulle ske ungefär 2024. 
I väntan på detta har EFF, Electronic Frontier Foundation utlyst en belöning på 250000 amerikanska dollar (ungefär 1,5 miljoner svenska kronor) till den som blir först.

### Fotnoter
1. ↑  Giga är ett SI-prefix som betyder miljard.